# Борго Катаруско (Ферара)
Борго Катаруско (итал. Borgo Cattarusco) је насеље у Италији у округу Ферара, региону Емилија-Ромања.
Према процени из 2011. у насељу је живело 32 становника. Насеље се налази на надморској висини од 3 м.